# Museus d'Andorra
Molts elements del paisatge andorrà, com també la configuració dels seus nuclis de poblament, són el producte d'una cultura que es fonamentava en l'explotació intensa però racional dels recursos naturals que oferia la muntanya. Caps de casa, hereus, pubilles i cabalers són alguns dels habitants que han marcat al llarg dels segles les formes de vida d'un país arrelat a les seves costums i a les seves tradicions. Els museus d'Andorra són el reflex aquesta vida i tenen com a finalitat la interpretació i divulgació de la història d'Andorra.

## Història dels Museus a Andorra

### El primer museu andorrà
El turisme del principi del segle XX trobava a Andorra un entorn acollidor, exòtic i tranquil. En aquella època a Andorra la infraestructura turística i els serveis eren encara pràcticament inexistents i la xarxa viària era deficient. L'oferta cultural i natural bàsica era el llegat artístic i la virginitat del paisatge, encara per descobrir. L'Andorra del segle xix encara vivia de la indústria artesanal en una societat estamental amenaçada per les reformes profundes que es vivien a Europa i que acabarien empenyent a l'Andorra dels Comerços que coneixem avui. L'oferta museística del segle XX era inexistent llevat d'una raresa, el Museu de Zoologia de la Casa d'Areny-Plandolit.
Guillem d'Areny-Plandolit era un noble, baró de Senaller i Gramenet, i polític andorrà que es dedicava a la indústria del ferro a mitjan segle xix. Va ser Síndic General i responsable de la Nova Reforma: abans del 1866, a Andorra el Consell General (el parlament) estava monopolitzat pels anomenats focs, és a dir, famílies riques de les quals la Casa Areny-Plandolit en feia part. Dits focs tenien el privilegi de votar i ser elegits, cosa que no passava amb les cases més pobres, els casalers. La segona revolució industrial va empènyer l'economia andorrana a una crisi sense precedents i la població va veure més que mai la necessitat de canviar i acabar amb el monopoli que exercien algunes famílies del país. Així, el 1866 es va proclamar la Nova Reforma, que el Sr. Guillem d'Areny-Plandolit va signar i arran de la qual va ser elegit Síndic General. La Nova Reforma va aconseguir que tots els caps de casa votessin, sense distinció entre focs i casalers. També feia incompatible el càrrec de Conseller General (parlamentari) amb el de Cònsol (alcalde), establia la durada dels càrrecs a 4 anys i obligava una renovació cada 2 anys de la meitat dels consellers tant del Comú (ajuntament) com del Consell (parlament), entre d'altres.
Quan el boom capitalista es va donar als anys 50 en Pau-Xavier d'Areny-Plandolit va decidir obrir un museu privat dedicat a l'exposició d'animals dissecats. Naturalista i taxidermista, en Pau-Xavier posseïa una col·lecció d'animals de tota mena: serps, lleons, elefants, girafes. La família era aficionada a la caça, fet que li va permetre dissenyar un projecte ambiciós que va culminar el 1935. Així doncs, en aquesta data s'obre el Museu de Zoologia d'Andorra que actualment ha sigut substituït per l'Auditori Nacional d'Andorra, a Ordino. L'any 1955 degut a problemes econòmics greus que afectaren la família, la col·lecció d'animals es va vendre al Museu de Zoologia de Barcelona. Les restes que en queden avui són fotografies que es van prendre a l'època i que testimonien del primer Museu del principat. Aquesta venda va marcar un punt final definitiu a una de les famílies nobles més importants que Andorra va tenir.

### Recuperació nacional
Malgrat això, una espurna museística va quedar encesa al país i va aprofitar la recuperació nacional dels anys 70 per resorgir. L'any 1972 el Consell General comprava la casa on vivia la família d'Areny-Plandolit i l'edifici que allotjava el Museu de Zoologia (el que quedava d'ell). La compra va suposar una recuperació lenta de tota la casa que va acabar el 1985 amb la substitució del Museu de Zoologia per l'Auditori Nacional i amb la inauguració del Museu d'Areny-Plandolit. La intenció va ser clarament la d'explicar tots aquells fets que envolten la família així com el seu modus vivendi, poc corrent en aquella època als Pirineus.
Dos anys abans, però, el 1982 una exposició sobre la Història dels correus a Andorra va fer que es cregués oportú exposar el tema de manera permanent. Així es va construir el Museu Postal a Andorra la Vella al cap de casa de l'edifici de la Casa de la Vall. Amb això es va aconseguir que la visita de la seu del que aleshores era parlament d'Andorra conclogués amb la repassada de la història dels correus a Andorra. Però, el museu va ser desmuntat el 1991 arran del treball engegat per l'elaboració de la Constitució d'Andorra i va ser traslladada al costat del Museu d'Arany-Plandolit. L'any 1998 va acabar el trasllat i es va obrir finalment al públic altre cop.
Però mentre això passava, el Museu de l'Automòbil d'Andorra ja era una realitat. Gràcies a acords que va passar la Conselleria d'Educació i Cultura d'Andorra amb diferents col·leccionistes andorrans, es va poder construir el Museu de l'Automòbil. A dins, s'hi pot veure un centenar de vehicles que daten del 1894 així com una cinquantena de motos i una centena de bicicletes. La col·lecció és valorada com una de les més importants d'Europa. Aquest museu seria l'un dels pocs a Andorra que no compleix aquesta intenció de divulgació del patrimoni històric del país. Tanmateix, sí que representa, en part, l'evolució que també va patir Andorra quan varen aparèixer els primers carros, al principi reservats sobretot a la burgesia.

### Dels 80 fins a l'actualitat
Al final dels 80 i principi del 1994 la Conselleria d'Educació i Cultura d'Andorra, nodrida per una generació d'andorrans universitaris, redefineix una nova política museològica, reflex de l'èxit de les primeres exposicions i publicacions sobre temes pròpiament patrimonials:
- Andorra Arqueològica (1985)
- Andorra Medieval (1988)
- Joies de la Prehistòria (1992)
- Seure a Taula (1995)

Les exposicions varen tenir un gran ressò mediàtic i sobretot el nombre de visites dels ciutadans i ciutadanes d'Andorra va ser realment sorprenent. Mai s'havia vist una angoixa tan marcada per saber-ne més sobre el passat del país. Neix doncs la necessitat d'exposar-ho tot, conscients de la transformació vertiginosa que patia el país. Andorra va passar en l'espai d'uns 30 anys a ser un país de societat estamental que vivia bàsicament de la indústria artesanal i de la ramaderia, a un país de model capitalista, consumista i democràtic propi del segle XX i XXI. A conseqüència de tot això el 1986 Andorra entra a formar part de l'ICOM (Consell Internacional dels Museus) i es comença a reflexionar en com encarar aquest repte d'explicar tots aquests canvis, tot allò que fa d'Andorra, Andorra.
L'any 1990 la Conselleria d'Educació i Cultura busca doncs guies culturals que permetin la visita de turistes i andorrans a la seu del parlament andorrà, la Casa de la Vall. Una bona manera, sens dubte, de començar aquest repte. I cal dir, en aquest sentit, que avui la Casa de la Vall és l'edifici històric més visitat d'Andorra, després del Santuari de la Nostra Senyora de Mertixell.
L'any 1994 es creen doncs les bases del sistema museístic andorrà que marca una línia contínua que hauria de finalitzar en una infraestructura més gran que, ara per ara, no té data de construcció però sí de concepció. Dites bases es tradueixen en una xarxa de museus, distribuïts per tot el territori, que fan la funció d'antenes integrades dins d'un fil conductor de temàtiques pròpies del país lligades a un tronc comú aglutinador: el Museu Nacional d'Andorra que encara no s'ha construït i que s'ha deixat de banda degut a la crisi del 2008 que ha fet caure el Govern d'Andorra en un dèficit rècord i mai vist.
Així, el 1994 s'inaugura un exposició permanent de càrrega ideològica i social molt important situada al Santuari de Meritxell, lloc de memòria col·lectiva. El 2000 el Museu Casa Rull obre les portes, seguit de la Farga Rosell, el Museu del Tabac, el Centre d'Art d'Escaldes-Engordany o el CIAM (Centre d'Interpretació de l'Aigua del Madriu). Casa Rull és una mostra més d'aquella societat ramadera i artesanal en la qual vivia l'Andorra del XVII segle. Els Rulls varen ser una de les famílies més riques de La Massana i la seva remodelació trasllada el modus vivendi d'aquella època al visitant. Una altra mosta d'això és el Museu de Casa Cristo i, com ja n'hem parlat, Casa d'Areny-Plandolit.
La Farga Rosell, per la seva banda, inaugurada el 2003 és el centre d'interpretació de la indústria del ferro a Andorra que va tenir lloc entre els segles xvii i XIX. La Farga fou construïda entre el 1842 i 1846, moment de la decadència de la metal·lúrgia a Andorra i va mantenir-se oberta, tot i un període d'inactivitat, fins al 1876. El 2003 també es va inaugurar, aquest cop per iniciativa privada, el Museu del Tabac que allotja l'antiga fàbrica Reig. Els Reig varen ser una altra de les famílies riques d'Andorra que varen forjar el seu patrimoni amb la producció i venda de tabac a l'exterior.
El 2005 s'inaugura el Centre d'Interpretació d'Andorra Romànica, que vindria a mostrar d'una forma entenedora el llegat que queda a Andorra de l'Edat Medieval. A aquest museu seguirà el de les Dues Rodes, el Museu d'Art Sacre, el Centre de Natura de la Cortinada, la Mola i Serradora de Cal Pal, el Museu de la Miniatura i finalment s'acabarà amb el CIAM, Centre d'Interpretació de l'Aigua al Madriu. El CIAM és una iniciativa que va portar a terme el Comú d'Escaldes-Engordany per reactivar el nucli antic de la parròquia. El centre se centra doncs, com el nom l'indica, en l'aigua que el visitant podrà descobrir en totes les seves fases dins d'un fil conductor que agafa arrel de la Vall del Madriu Perafita-Claror, un dels parcs naturals que hi ha a Andorra, declarat patrimoni immaterial de la humanitat per la UNESCO.

## Llistat dels Museus d'Andorra

### Museu de la Moto
- Lloc: Canillo
- Pàgina web: www.m2r.ad
- Entrada: Visita lliure
- Idiomes: Qualsevol
- Accés per a discapacitats: Disponible

Descripció: el Museu de la Moto pretén homenatjar la moto, aquest vehicle de dues rodes que ha acabat per fer-se un lloc destacat en les nostres vides juntament amb l'automòbil. El museu acull les màquines més singulars i representatives de tots els temps, des del principi del segle XX fins als nostres dies.

### Museu de l'Automòbil
- Lloc: Encamp
- Pàgina web:
- Entrada: Visita lliure
- Idiomes: Qualsevol
- Accés per a discapacitats: Disponible

Descripció: encara que actualment aquest vehicle s'hagi convertit en un objecte més que comparteix el nostre quotidià i del que ja no aconseguim a desempallegar-nos, això no ha estat sempre així. Abans que es transformi en un element essencial per a les comunicacions humanes, l'home es traslladava amb l'ajuda d'animals domèstics que els permetia d'arribar allà on temps enrere els portava anys en fer-ho. A Andorra el ruc va ser el transport de generacions i generacions fins a l'arribada del cotxe que va revolucionar i marcar un abans i un després en el mode de vida. Gràcies a l'estreta col·laboració de col·leccionistes andorrans i el Govern d'Andorra, es pot veure al Museu de l'Automòbil una col·lecció inèdita de les més grans d'Europa amb prop d'un centenar de relíquies que han trepitjat territori andorrà.

### Museu Etnogràfic Casa Cristo
- Lloc: Encamp
- Pàgina web: www.encamp.ad
- Entrada: Visita guiada
- Idiomes: Català, Anglès, Castellà i Francès
- Accés per a discapacitats: Indisponible

Descripció: El Museu Casa Cristo ofereix l'oportunitat al visitant de contemplar la manera de viure d'una família humil, que es dedicava a la pagesia. Els Cristo eren una família humil que, com tants altres, vivien de la ramaderia, tabac, fent jornals... aïllada dels luxes i extravagàncies que podien tenir altres famílies andorranes del segle xix. L'edifici, una casa de pisos estreta entre parets mitgeres fou construït segurament a finals del segle xviii, principsis del XIX, consta de tres plantes i cap de casa, plenes de petits detalls de la vida quotidiana.
Res ha canviat des que les darreres propietàries decidiren tancar-la fa 70 anys i establir-se a França.

### Museu d'Art Sacre
- Lloc: Encamp
- Pàgina web: www.encamp.ad
- Entrada: Visita Lliure
- Idiomes: Qualsevol
- Accés per a discapacitats: Disponible

Descripció: si alguna cosa queda de l'edat mitjana a Andorra és el seu conjunt d'esglésies preromàniques i romàniques. El Museu d'Art Sacre situat a tocar de l'església romànica de Sta. Eulàlia d'Encamp, acull un fons d'objectes litúrgics procedents de les diferents esglésies d'Andorra que daten del segle xiv, XVI i XVII. S'hi pot destacar les retes d'un canelobre romànic de ferro forjat, procedent de l'església de St. Romà de Vila, un encenser de bronze del segle xiv, una vera-creu del 1571,... entre d'altres.

### Museu Casa d'Areny-Plandolit
- Lloc: Ordino* Pàgina web:
- Entrada: Visita Guiada
- Idiomes: Català, espanyol, francès i anglès
- Accés per a discapacitats: Indisponible

Descripció: la família d'Areny-Plandolit va ser una de les úniques famílies amb el títol de nobles en viure a Andorra. Guillem d'Areny-Plandolit va ser Síndic General d'Andorra, el que ens trasllada a l'Andorra del segle xix. El sistema polític d'Andorra era estamental, basant-se en privilegis i títols. En aquell moment, Guillem d'Areny-Plandolit va tenir la valentia d'impulsar l'anomenada Nova Reforma, cosa que ens permet entendre la importància d'aquest museu. El modus vivendi al qual ens trasllada la Casa d'Areny-Plandolit estava molt lluny de ser aquell que es vivia als Pirineus. Entre la família, trobarem responsables de la Crisi del Joc a Andorra, els constructors del primer museu andorrà (veure'n més, més a dalt), amos de fargues i responsables de la revolució popular del 1881. Amb tot, el museu es transforma en un dels més emblemàtics d'Andorra. L'edifici, del segle xvii, ha sigut habitat fins arribat el segle xix, moment de màxima esplendor de la figura dels Areny-Plandolit. El mobiliari i el parament resten fidels a la forma de viure de la família i a la seva condició social. La visita pretén traslladar el visitant a tot aquest context, que a més, inclou una passejada lliure pels jardins del recinte.

### Centre de Natura de la Cortinada
- Lloc: La Cortinada, Ordino
- Pàgina web:
- Entrada: Visita Guiada
- Idiomes: Català, espanyol, francès i anglès
- Accés per a discapacitats: Indisponible

Descripció: El Centre de Natura de la Cortinada permet conèixer la formació dels Pirineus i els fenòmens climatològics que han modelat el paisatge andorrà. L'espai posa a l'abast del visitant un seguit d'exposicions temàtiques en què es pot descobrir la fauna i flora del país, a més de la seva formació.

### Cal Pal, Espai Sociocultural de la Cortinada
- Lloc: La Cortinada, Ordino
- Pàgina web: https://www.calpalandorra.com/
- Entrada: Visita Lliure
- Idiomes: Català, espanyol, francès i anglès
- Accés per a discapacitats: Indisponible

Descripció: Museu i Espai de reflexió i debat a l'entorn de la identitat, els orígens i el patrimoni arquitectònic, natural i cultural del Principat d'Andorra. Cal Pal està situada a la Cortinada al costat del camí que va de la palanca del Vilar al pont Sobirà. Cal Pal és una de les construccions més representatives de l'arquitectura vernacular andorrana i de la qual es poden documentar vàries ampliacions al segle xvi i a començaments del segle xix quan s'afegeix un tercer cos a un lateral de l'habitatge moment quan es van bastir el colomer i les dos galeries cobertes de la façana sud-oest, amb la qual cosa la casa va adquirir l'aspecte definitiu. A la façana nord-oest destaca els boquers de les bigues de la coberta amb la representació de rostres humans.

### Mola i Serradora de Cal Pal
- Lloc: Pal, La Massana
- Pàgina web:
- Entrada:
- Idiomes:
- Accés per a discapacitats: Indisponible

Descripció: la serradora i mola de la família Pal, són un clar exemple del passat actiu d'Andorra. L'Andorra d'entre els segles xvi i xviii és una societat estamental on l'activitat de tots els dies és als camps, al contraban, a la transhumància, a la indústria metal·lúrgica i a l'artesania. El naixement de fires i mercats dona l'entrada a la indústria de l'artesania que no aconseguiria viure sinó per les diferents serradores i moles del país. Les de Pal, del final del segle xvi i principi del xvii, van deixar de funcionar als voltants dels anys seixanta. La visita ofereix una demostració in situ del funcionament d'una serradora i mola i, també una mostra de l'activitat que es generava a aquella època a Pal i de retruc a la resta d'Andorra.

### Museu de la Miniatura
- Lloc: Ordino
- Pàgina web:
- Entrada: Visita lliure o guiada
- Idiomes: Català, espanyol, francès, alemany i anglès
- Accés per a discapacitats: Indisponible

Descripció: nascut el 1937 a Ucraïna, Nicolaï Siadristyi, estudia al Col·legi d'Arts de Kharkiv, agronomia à l'Institut Agrícol de V.V. Dokuchayev i treballa com a agrònom del 1960 al 1967. Els anys que segueixen treballarà com a enginyer a l'Institut Acadèmic uncraïnès del Sistema Cientític. Mentre omple aquest currícul, l'artista en el qual se centra el museu, va creant durant el seu temps lliure obres mestres que més tard li valdran el títol d'honor de les arts populars d'Ucraïna. I és que és capaç de cear un paisatge de l'antic egipci dins el forat d'una agulla, sent el primer artista al meu en crear l'anomenada microtècnica. Amb or i una impressionant precisió, al Museu s'hi pot observa com l'ésser humà a aconseguir desafiar les lleis físiques inscrivint dins d'un pèl de cavall la seva firma. El museu ha estat possible gràcies a, Marc Forné, Cap de Govern (president d'Andorra), que el 1996 va entrar en contacte amb l'andorrà Antoni Zorzano, col·leccionista de les seves obres. Antoni Zorzano va ser un apassionat del viatge durant molt de temps. Se n'anava a Rússia, Ucraïna, Romania,... i durant els seus viatges tenia per costum emportar-se obres de gran importància història i artística. Empresari, és el responsable d'una extensa col·lecció de quadres de Sant Jordi, així com una varietat gens menyspreuable de crists i figures de l'Europa Ortodoxa. El Museu de la miniatura, a més de presentar aquesta col·lecció de quadres i figures, es transforma en l'únic indret a Europa d'Occident amb obres d'aquest tipus. És a dir, el Museu és l'únic indret a Occident amb una mostra de Nicolaï Siadristyi que només es pot complementar anant al Museu Politècnic de Mosou, on l'artista hi exposa una varietat d'obres que fan d'ell algú de gran renom en els països que varen ser subjugats a la Rússia comunista.

### Museu Postal
- Lloc: Ordino
- Pàgina web:
- Entrada: Visita Guiada
- Idiomes: Català, espanyol, francès i anglès
- Accés per a discapacitats: Disponible

Descripció: una de les primeres preguntes que acostumen a fer turistes i nouvinguts a Andorra és: per què la gestió del correu la fan francesos i espanyols? Aquesta pregunta totalment encertada només es pot respondre visitant el Museu Postal. L'Andorra del segle xix viu una etapa difícil. El sistema econòmic en el qual es basava Andorra no perdura i, de fet, cau en una forta crisi. El ferro, carbó, artesania, contraban i ramaderia ja no són prou suficients com per mantenir la vida dels andorrans. Comença doncs un procés de reformes profundes que culminaran en l'Andorra dels comerços coneguda ja per tots. En aquest procés, vindrà un seguit de disputes arran de la revolució del 1881 a Andorra (una miniguerra civil) que portaran el nom de: la Qüestió d'Andorra. Tant els correus francesos com espanyols tindran un paper, tot i que no ser els únics, molt important que el visitant pot descobrir en el Museu Postal.

### Museu Casa Rull
- Lloc: La Massana
- Pàgina web:
- Entrada: Visita Guiada
- Idiomes: Català, Anglès, Francès i Castellà
- Accés per a discapacitats: Indisponible

A les societats tradicionals pirinenques, com l'andorrana, les cases ho són tot, apleguen el concepte de família i patrimoni i es converteixen en els elements principals de l'organització social. La casa Rull de Sispony fou una de les més riques de la parròquia de la Massana. Al llarg dels segles ha conegut èpoques de més o menys prosperitat, s'hi han comprat i s'hi han venut terres, s'han endeutat i s'han recuperat. Sota aquest sostre han viscut hereus i cabalers, pubilles i joves, mossos i criats, seguint el fil de la història del país i evolucionant amb ell. Una gran casa com aquesta és un organisme viu, que creix i s'adapta a les necessitats canviants de la família. Hem de tenir en compte que a la casa no només s'hi vivia, sinó que s'hi feien tota una sèrie de feines relacionades amb l'agricultura. El cos principal de l'edifici de la casa Rull és del segle xvii. Tot i que la casa era rica, no hi ha grans luxes ni presenta característiques particulars. Actualment consta d'una planta baixa, dos pisos i un cap de casa.
Però no sempre ha presentat l'aspecte que avui s'aprecia, ja que al segle xvii hi va haver una reforma que va afectar bàsicament el soler amb l'obertura de noves finestres i la construcció d'una balconada, i també es va arrebossar la façana principal. En un moment indeterminat del segle xix la casa va patir un incendi. La reconstrucció va afectar sobretot el cap de casa, que va passar de quatre a dues vessants. El Museu Casa Rull es presenta doncs com l'ocasió ideal per conèixer el modus vivendi de l'Andorra del segle xix.

### Centre d'Interpretació Andorra Romànica
- Lloc: La Massana
- Pàgina web:
- Entrada: Visita Guiada
- Idiomes: Català, Anglès, Francès i Castellà
- Accés per a discapacitats: Disponible

Descripció: El Centre d'interpretació Andorra romànica dona l'oportunitat de descobrir de manera senzilla l'evolució del romànic a les valls des del moment en què es concep com a estil fins al final del segle xii, data que adquireix les formes ben determinades del ple romànic participant en tot moment de les diverses onades d'influències estilístiques. El Centre d'interpretació del romànic tracta totes i cadascuna de les manifestacions artístiques, des de les parts d'una església fins a la plasmació de les pintures i el seu procés d'elaboració, sense oblidar altres mostres d'art. Un audiovisual i una exposició permeten aprendre les característiques principals d'aquest estil artístic, l'únic que queda de l'edat Medieval a Andorra. D'entre les peces que s'exposen cal destacar la pedra clau d'un arc amb decoracions de pintura mural procedent de Sant Esteve d'Andorra la Vella (segle xii), una eina de paleta de fusta de Santa Coloma, els muntants laterals de la mesa d'altar de fusta policromada procedents de Sant Romà de Vila (segle xiii), una creu espinosa de fusta policromada de Sant Serni de Nagol (segle xiii), una base i el seu fust de columna de pedra de Sant Serni de Canillo (segle xiii), diverses lipsanoteques així com mobiliari litúrgic. Com a reproduccions destaquen la del Crist de Sant Martí de la Cortinada de fusta policromada del segle xiii, i les maquetes de les esglésies de Santa Eulàlia d'Encamp i de Sant Serni de Nagol.

### Farga Rosell
- Lloc: La Massana
- Pàgina web:
- Entrada: Visita Guiada
- Idiomes: Català, Anglès, Francès i Castellà
- Accés per a discapacitats: Disponible

Descripció: la vall d'Andorra ha estat una zona productora de ferro entre els segles xvii i XIX. En aquella època l'activitat era als camps, al contraban, a la transhumància, indústria metal·lúrgica i a l'artesania. Amb el naixement de fires i mercats, l'economia del país s'estenia a altres sectors que fins feia poc no s'havien tocat. Carbó, ferro o tabac, van ser durant molt de temps l'element de base de l'economia andorrana. En aquella època es varen arribar a crear prop de 10 fargues i 5 menes de carbó. De tot aquest passat, la farga Rossell és un dels testimonis més ben conservats dels Pirineus. La farga Rossell s'aixecà entre els anys 1842 i 1846 i, malgrat un curt període d'inactivitat, es mantingué oberta fins al 1876. Aquestes dates la converteixen en una de les dues últimes fargues actives d'Andorra. Avui, la farga Rossell s'ha transformat en un centre d'interpretació per explicar el procés de transformació del mineral de ferro en lingots i la seva comercialització posterior als mercats catalans. Amb l'ajuda de diferents multimèdies i diferents audiovisuals introdueixen el visitant en el món del ferro. Els treballs d'adequació de la sala de treball ofereixen la possibilitat de conèixer la trompa, el forn, els dos malls i les condicions de treball. A més a més, les instal·lacions permeten veure en funcionament (dos cops al dia) un dels seus dos malls. Des del Centre d'interpretació de la farga Rossell s'ofereix també informació per seguir La ruta del ferro, i descobrir, entre altres llocs relacionats amb el món del ferro, el Museu Casa d'Areny-Plandolit, l'església de Sant Martí de la Cortinada, la mina de Llorts i seguir el camí dels traginers de mineral fins a les mines de la collada dels Meners.

### Museu del Tabac
- Lloc: Sant Julià de Lòria
- Pàgina web: www.museudeltabac.com/
- Entrada: Visita Guiada
- Idiomes: Català, Anglès, Espanyol i Francès
- Accés per a discapacitats: Disponible

El Museu és un edifici emblemàtic de principi del segle xx, on es trobava l'antiga fàbrica de tabacs Reig de Sant Julià de Lòria, que va funcionar des del 1909 fins al 1957, època en què el conreu i la fabricació de tabac van ser fonamentals en la vida de la gent i dels pobles d'Andorra. A través d'un sistema multimèdia, el visitant és guiat per un recorregut de la fàbrica en el qual s'expliquen els diferents processos de treball amb el tabac, la manufactura dels productes i la seva comercialització. El Museu acull estris, ginys, màquines, mobiliari i aromes que s'utilitzaven a les fàbriques de tabac durant la primera meitat del segle xx. El Museu del Tabac és una iniciativa de la Fundació Julià Reig i la visita acaba amb la sala d'exposicions que acull durant l'any una sèrie d'exposicions, no sempre relacionades amb el tabac, d'allò més interessants. Destaquen: exposició Geisha i Samurai (2010), exposició de pintures sobre Frida Kalho (2010), Aiguats del 1982 (2013),.

### Museu de l'Electricitat
- Lloc: Encamp
- Pàgina web: www.museumw.ad/
- Entrada: Visita Guiada
- Idiomes: Català, Anglès, Espanyol i Francès
- Accés per a discapacitats: Disponible

El Museu MW posa a l'abast dels visitants una experiència única a Andorra. Proposa un viatge en el temps, des del descobriment de l'electricitat i com l'home aprèn a utilitzar-la en funció dels seus interessos, passant per l'important paper que té en el desenvolupament del país la implantació de la primera empresa hidroelèctrica a principis del segle xx, fins a repassar la transcendència que ha tingut en la creació d'Andorra tal com la coneixem avui en dia. Durant la visita es pot veure en funcionament la maquinària que subministra part de l'electricitat consumida a Andorra. També es pot experimentar unes quantes aplicacions i característiques de l'electricitat en uns tallers didàctics i entretinguts.

### Museu del Perfum
- Lloc: Escaldes-Engordany
- Pàgina web: www.e-e.ad
- Entrada: Visita Guiada
- Idiomes: Català, Anglès, Francès i Castellà
- Accés per a discapacitats: Disponible

El mateix any que el Consell General (parlament d'Andorra) dona l'autorització de l'obertura de Ràdio Andorra (veure'n més aquí) i que la Guerra Civil a Espanya entra en la seva fase última, la Sra. Júlia Bonet obre el seu primer negoci, una perruqueria. Tant la Guerra Civil com la Segona guerra Mundial i la nouvinguda dictadura de Franco han ofert fins aleshores una oportunitat única per sobreviure en alta muntanya. Sent Andorra en aquella època teòricament un país però a la pràctica lligat íntimament a dos coprínceps d'estats diferents, el territori andorrà es presentava com l'oportunitat ideal de fer-se diners fent passar matèries primers i secundàries a dos països que patien de fam degut als conflictes que els assetjaven. En aquest ambient, a Andorra es va començar a convertir en el supermercat de França i Espanya. Júlia Bonet, ara una de les figures més importants de la història d'Andorra, va aprofitar aquesta situació per obrir el seu primer negoci que va evolucionar fins a arribar a Júlia, l'una de les perfumeries més importants, per no dir la més important, del país. El Museu del Perfum, a banda d'explicar la creació i evolució del perfum, així com la història que envolta firmes com ara Gauttier, Chanel,... també ofereix l'oportunitat de recordar o descobrir aquests temps en què Andorra començava a viure canvis dràstics. Perfumeries Júlia es presenta doncs com l'un dels molts exemples que varen contrubuir a la modernització del país.

### Centre d'Art d'Escaldes-Engordany
- Lloc: Escaldes-Engordany
- Pàgina web: www.e-e.ad
- Entrada: Visita Lliure i Guiada
- Idiomes: El tercer i primer pis són en Català, Anglès, Francès i Castellà; El segon és en català
- Accés per a discapacitats: Indisponible

L'edifici que allotja el Centre d'Art d'Escaldes-Endornay fou el primer a acollir el primer cinema a Andorra. Mentre es va pujant pels diferents pisos de l'edifici, el visitant pot contemplar les fotos i bobines que queden del que fou l'un dels primers divertiments per al país. L'edific, però, ha sigut remodelat el 2005 i acull actualment tres exposicions que res tenen a veure amb el cinema. Les dues primeres són permanents mentre que la darrera és de caràcter temporal. El tercer pis acull maquetes d'esglésies romàniques i preromàniques, una mostra del llegat que queda a Andorra de l'Edat Medieval. Al primer pis es troben les escuptures d'en Josep Viladomat i Massanas, una de les figures més importants d'Andorra. Nascut el 1899 a Manlleu es convertí ràpidament en un personatge important dintre del panorama artístic d'Andorra, però no només. A Catalunya també hi és destacat. Finalment el segon pis acull durant l'any diferents exposicions temporals de temes molt diversos. De totes, destaquen: els gravats dels cèlebres impressionistes Édouard Manet i Pierre-Auguste Renoir (2013), un recull de quadres del pintor català Miró (2012), exposició de fotografies de la Primera Guerra Mundial (2012), l'exposició La Màgia del Cinema amb objectes, vestits i altres materials utilitzat en pel·lícules mítiques com ara Strat Trec, L'origen dels Simis, Fredie Cruguer i tants altres (2010), una mostra de Subirachs (2010), una exposició d'art Precolombí realment impressionant (2011), obres de l'artista valencià Joan Ripollés (2011), una exposició de fotografies d'allò que passava a Andorra durant la Guerra Civil Espanyola (2008). Per estar informat de les següents exposicions premeu aquí.

### Museu del Còmic de la Massana
- Lloc: La Massana
- Pàgina web: www.lamassanacomic.ad
- Entrada: Visita Lluire i Tallers
- Idiomes: Visita en qualsevol idioma, Tallers en Català, Anglès, Francès i Castellà
- Accés per a discapacitats: Disponible

Descripció: El Museu del Còmic neix del projecte La Massana Còmic, que és una cita ara ja habitual i tradicional de tots els amants del còmic d'Andorra. Cada any, es fa una trobada entre aficionats per redescobrir, descobrir, intercanviar coneixements i fer un homenatge a aquest llibre de dibuixos que tantes generacions ha vist créixer. Amb tot, el centre acull més de 40 còmics de diferents artistes consagrats. Si tot allò relacionat amb la creació de còmics és un dels punts d'interès del visitant, el museu ofereix cada dijous a la tarda un taller de còmic al Comú de la Massana, adreçat a alumnes majors de 12 anys, on es pot aprendre totes les facetes de creació d'un còmic: portada, llapis, entintat, color, disposició de les vinyetes, etc.

### Centre d'Interpretació de l'Aigua del Madriu
- Lloc: Escaldes-Engordany
- Pàgina web:
- Entrada: Visita Lliure
- Idiomes: Català, Anglès, Francès i Castellà
- Accés per a discapacitats: Disponible

Descripció: El CIAM, Centre d'Interpretació de l'Aigua al Madriu, és una iniciativa que va portar a terme el Comú d'Escaldes-Engordany, sota mandat de l'excònsol (exalcalde) i ara Cap de Govern (president) d'Andorra Antoni Martí, per reactivar el nucli antic de la parròquia. El centre se centra, com el nom indica, en l'aigua que el visitant podrà descobrir en totes les seves fases dins d'un fil conductor que agafa arrel de la Vall del Madriu Perafita-Claror, un dels parcs naturals que hi ha a Andorra, declarat patrimoni immaterial de la humanitat per la UNESCO

### El Museu de la Ràdio
- Lloc: Encamp
- Pàgina web: wwww.encamp.ad
- Entrada:
- Idiomes:
- Accés per a discapacitats:

Descripció: l'any 1939 el parlament andorrà, la Casa de la Vall, dona l'autorització per a la creació de Ràdio Andorra, l'única ràdio que ha vist passar davant seu la Segona Guerra Mundial, el final de la Guerra Civil Espanyola, l'arribada de la democràcia a Espanya, França i Andorra i de la dictadura de Franco. Oberta des del 1939 fins al 1981, Ràdio Andorra va ser el punt de mira de diferents estats que varen intentar, amb tots els mitjans possibles, controlar-la. Les seves emissions varen arribar a França, Espanya, Bèlgica, Itàlia, Mònaco, entre d'altres. Amb això, la ràdio va convertir-se durant una època fosca en l'aliada dels resistents francesos al règim nazi, per a uns, i l'aliada dels feixistes alemanys per a altres. El seu propietari, Jean Jacques Tramoulet, va ser posat en crida i cerca per la seva possible col·laboració amb el règim de Hitler. En un intent de seguir sent propietari, Tramoulet també va ser capaç de signar acords amb el Govern del dictador Francisco Franco. Tot això i molts altres més fets que l'envolten, són els que s'explicaran al Museu de la Ràdio que té previst obrir-se el 2015.

### La Casa de la Vall
- Lloc: Andorra la Vella
- Pàgina web: www.consellgeneral.ad
- Idiomes: Català, Francès, Anglès i Espanyol
- Accés per a discapacitats: No disponible

La Casa de la Vall és la casa de tots els andorrans perquè va ser la seu del Consell General entre el 1702 i el març del 2011, moment en què entra en funcionament el nou edifici del Consell General adjunt a l'edifici històric. Amb tot, el Consell General, hereu del Consell de la Terra de 1419, encara hi fa algunes reunions a títol protocol·lari i permet la visita pública de l'edifici al llarg de tot l'any amb reserva prèvia. La Casa de la Vall és la seu del Consell General que constitueix el parlament andorrà. Es tracta d'un edifici emblemàtic per la seva significació històrica. L'any 1419 es ratificà una organització interparroquial, anomenada Consell de la Terra, el qual posteriorment va esdevenir el Consell General de les Valls d'Andorra. La visita guiada a l'interior de la casa ens permet conèixer la història de l'edifici que va íntimament lligada a la història del país. La casa fou construïda el 1580, segons la data que figura a la pedra clau de la porta d'entrada, pertanyia a la família Busquets i fou adquirida, l'any 1702, pel Consell General. L'edifici és de planta quadrangular i els espais interiors es distribueixen en tres crugies, seguint la tipologia de les masies senyorials catalanes.
La inestabilitat social del final del segle xvi i els condicionaments de distinció social expliquen l'existència dels diferents elements de defensa (tronera, torre i matacans). L'any 1962, la casa se sotmet a una profunda restauració en el decurs de la qual es treu l'arrebossat exterior i s'afegeix una nova tronera, simètrica a l'original. A la façana principal, damunt la porta d'accés a l'edifici, hi trobem l'escut actual d'Andorra, col·locat el 1763. En un costat hi ha l'antic escut, posterior al segle xiv. Als jardins es troba el colomer de torre, una pica baptismal procedent de l'església de Sant Julià de Lòria i una creu de terme de la Massana. També es poden veure diferents escultures commemoratives com la de Josep Viladomat, dedicada a la Nova Reforma de 1866; la de l'escultor italià Luigi Terruggi que commemora el 7è centenari de la signatura del primer pariatge, i la més recent d'Emili Armengol com a testimoni de la proclamació de la Constitució l'any 1993.